# 南辻
南辻（みなみつじ）は、埼玉県さいたま市岩槻区の大字。郵便番号は339-0062。

## 地理
さいたま市岩槻区中部の沖積平野に位置する。かつては蛇行する元荒川の左岸側流域に当たる地域であったが、大正末期の河川改修により直線化され、元荒川右岸側の地域となる。地区の境界線や地区東部に位置する調整池は概ね元荒川の旧流路の名残である。東岩槻駅からは近いが、元荒川があるため慈恩寺橋などから迂回しなくてはならない。東大宮岩槻線の城北大橋周辺の河川区域内に南辻の飛地がある。付近は大字岩槻なども含め江川土地区画整理事業が行われており、大半の区画道路が完成している。今後は住宅が分譲され人口の増加が見込まれている。この事業の完成によって岩槻区内の大規模な区画整理は一段落する。区画整理の行われた地域では住居表示実施、地名変更が行われるため、当地区も今後住居表示が実施される予定である。その際南辻の地名が残るかは未定である。

## 歴史
もとは江戸期より存在した埼玉郡岩槻領に属する辻村であった。上野村のうちに飛地を領していた。
- はじめは岩槻藩領、以降変遷なし[8]。なお検地は1628年（寛永5年）に実施[4]。
- 1871年（明治4年）
  - 7月14日 - 廃藩置県を迎え、岩槻県の管轄となる[9]。
  - 11月13日 - 第1次府県統合により埼玉県の管轄となる。
- 1879年（明治12年）3月17日 - 郡区町村編制法により成立した南埼玉郡に属す。郡役所は岩槻町に設置。それに伴い、埼玉郡内に同名の村が所在（現加須市北辻）したことから「南」を冠称して南辻村に改称される[10][8]。
- 1889年（明治22年）4月1日 - 町村制施行に伴い、慈恩寺、裏慈恩寺、表慈恩寺、古ヶ場、徳力、鹿室、上野、南辻、小溝、相野原の10箇村が合併し、慈恩寺村が成立。慈恩寺村の大字南辻となる[10]。
- 1954年（昭和29年）5月3日 - 慈恩寺村が岩槻町、新和村、和土村、川通村、柏崎村、河合村と合併し、岩槻町となり[11]、岩槻町の大字となる。
- 1954年（昭和29年）7月1日 - 岩槻町が市制施行し岩槻市となる[11]。岩槻市の大字となる。
- 2005年（平成17年）4月1日 - 岩槻市がさいたま市と合併し、さいたま市岩槻区の大字となる。

## 世帯数と人口
2017年（平成29年）10月1日現在の世帯数と人口は以下の通りである。
| 大字 | 世帯数  | 人口  |
| ---- | ------- | ----- |
| 南辻 | 270世帯 | 679人 |

## 小・中学校の学区
市立小・中学校に通う場合、学区（校区）は以下の通りとなる。
| 番地                                  | 小学校                 | 中学校                 |
| ------------------------------------- | ---------------------- | ---------------------- |
| 1〜137番地                            | さいたま市立城北小学校 | さいたま市立城北中学校 |
| 270番地1〜273番地1 291番地1〜294番地1 | さいたま市立上里小学校 | さいたま市立城北中学校 |
| その他                                | さいたま市立上里小学校 | さいたま市立桜山中学校 |

## 交通
- 鉄道は敷設されていないが、東武野田線（東武アーバンパークライン）東岩槻駅が500メートルほど南東にある。

## 施設
- 人間総合科学大学 岩槻キャンパス（一部）
- 早稲田医療技術専門学校（一部）
- 南辻自治会館
- 江川第五公園
- 鎧宮八幡神社